# タイコンデロガ砦
タイコンデロガ砦（タイコンデロガとりで、英: Fort Ticonderoga）は、現在のアメリカ合衆国ニューヨーク州ハドソン川峡谷にあるシャンプレーン湖の細くなった南端で、戦略的に重要な場所に作られた18世紀の大きな砦である。七年戦争（アメリカではフレンチ・インディアン戦争）の1754年から1757年の間にフランスが建造し、イギリスとフランスの植民地間抗争では戦略的重要さがあったが、アメリカ独立戦争のときはそれほどの重要さはなかった。タイコンデロガ砦を巡って約20年間に数度の戦いが繰り広げられた。
砦の場所はシャンプレーン湖とジョージ湖の間3.5マイル (5.6 km) にある急流の多いラシュート川河口にそって舟運を支配し、イギリスのアメリカ植民地が支配したハドソン川流域とフランスが支配したセントローレンス川流域を結ぶ交易路を戦略的に抑えるものだった。地形がこの場所の重要性を増した。2つの湖は細くて長く、南北に走り、遠く南のジョージア州まで伸びるアパラチア山脈の多くの稜線が、この場所が支配する大アパラチア渓谷のほとんど通過も困難な山がちの地形を東西につくっていた。タイコンデロガの名前はイロコイ族の言葉（tekontaró:ken）で「2つの湖の間の土地」を意味している。
1758年のカリヨンの戦いで、4,000名のフランス守備軍がこの砦の近くで16,000名のイギリス軍による攻撃を撃退した。1759年、イギリス軍が戻ってきて、砦を脅かす高地を占領するだけで砦から一握りの守備隊を追い出した。アメリカ独立戦争のとき、イーサン・アレンとベネディクト・アーノルドが指揮するグリーン・マウンテン・ボーイズなど民兵隊が急襲でこの砦を奪取した。アメリカ大陸軍は1777年6月までこの砦を保持したが、ジョン・バーゴイン将軍の指揮するイギリス軍がやはり砦を見下ろす高地を占領して大陸軍を脅かしたので、大陸軍は砦と周辺の防御地から撤退した。砦に対する唯一の直接攻撃は1777年9月のことで、大陸軍の500名を率いたジョン・ブラウンが約100名のイギリス守備隊から砦を奪おうとしたが失敗した。
サラトガ方面作戦が失敗した後、イギリス軍はこの砦を放棄し、1781年以降は軍事的価値が無くなった。19世紀には地域観光ルートの1つの目的地になった。20世紀初期にはこれを所有していた民間人が砦を改修した。現在は砦を管理する基金が観光案内、博物館および研究センターを運営している。

## 地理と初期の歴史

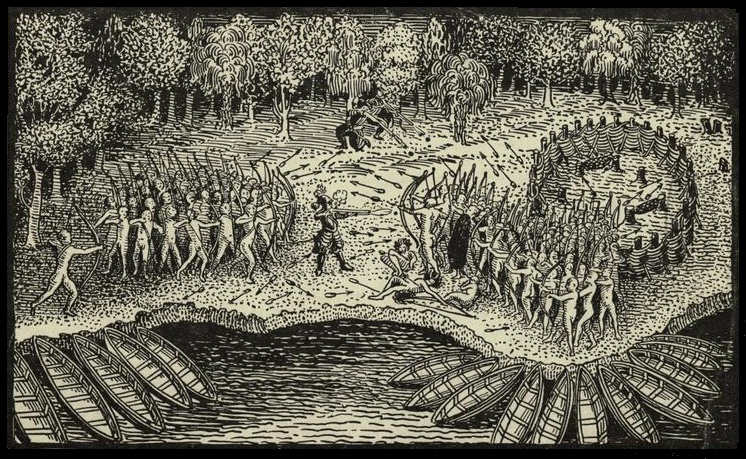
タイコンデロガ近くでのインディアンの戦闘を描いたサミュエル・ド・シャンプランによる1609年の絵をもとにした版画

ニューヨーク州とバーモント州の州境の一部であるシャンプレーン湖およびハドソン川が、ヨーロッパ人植民者が到着する以前にインディアンが使った重要な移動ルートだった。このルートは船の航行に比較的障害が少なく、わずかばかり陸路を進む必要があるだけだった。このルートの戦略的に重要な場所はシャンプレーン湖の南端近く細くなっている所であり、植民地時代にはラシュート川と呼ばれたタイコンデロガ・クリークがジョージ湖の水をシャンプレーン湖に運んでいる。この場所はシャンプレーン湖の南部を見下ろすことが出来るが、標高853フィート (260 m) のデファイアンス山やその他2つの丘陵（ホープ山とインデペンデンス山）がこの地域を見下ろしている。
フランス人探検家のサミュエル・ド・シャンプランが1609年にこの地に初めて到着する以前は長い間インディアンが占有していた。シャンプランは共に旅をしていたアルゴンキン族が近くのイロコイ族集団と戦ったことを報告した。1642年、フランスの宣教師イサック・ジョーグが、イロコイ族とヒューロン族に属する者達の間の戦闘から逃れる時に、タイコンデロガの陸路を横切った最初の白人となった。
北のセントローレンス川流域を植民地化したフランスと、南のオランダ開拓地を奪ってニューヨーク植民地としたイギリスが、1691年には既にこの地域を巡って争い始めた。このときピーター・スカイラーが湖の西岸にあるタイコンデロガの地に小さな木造の砦を建設した。植民地間の紛争は1754年に始まったフレンチ・インディアン戦争でその高みに達した。

## 砦の建造

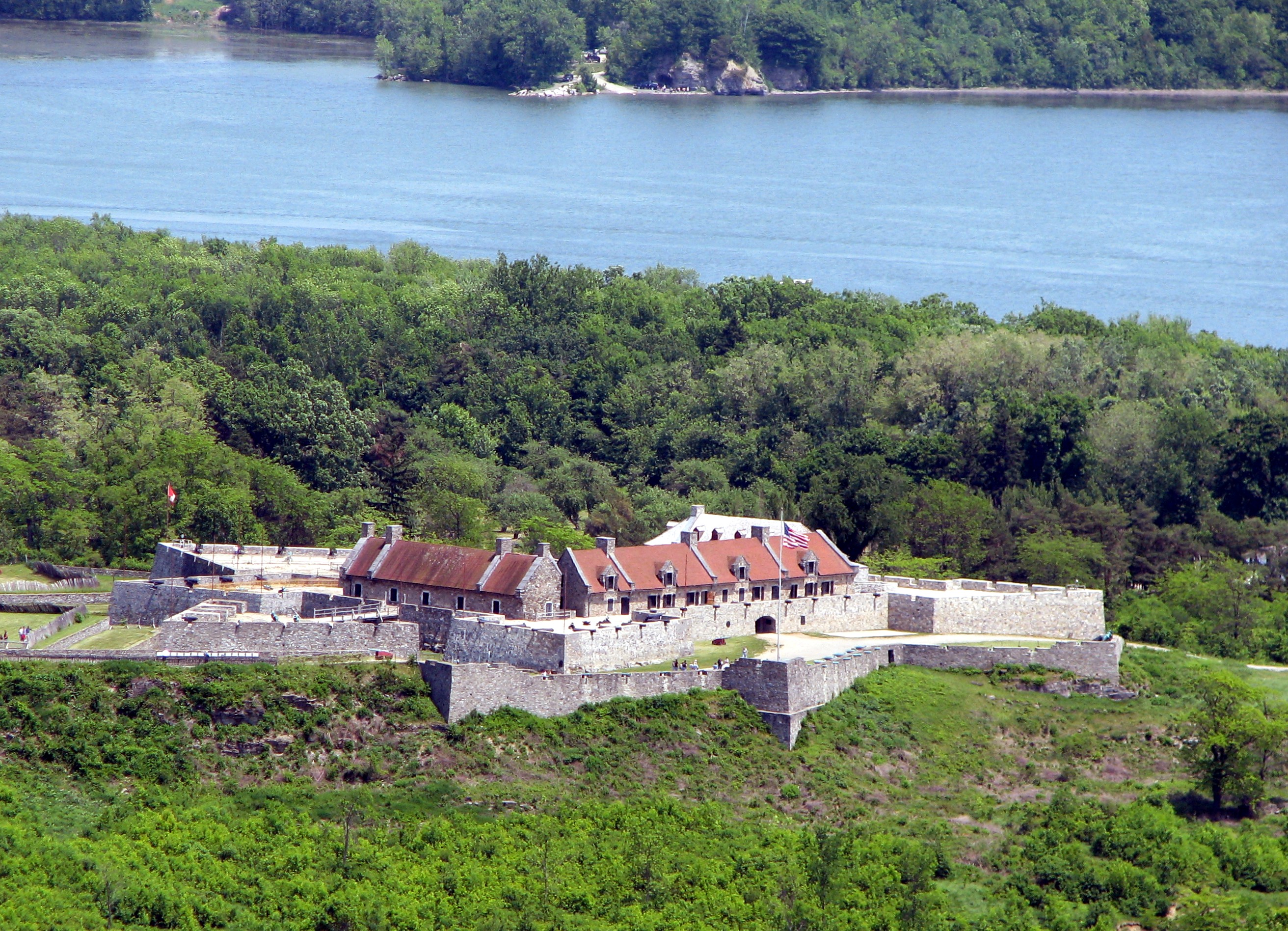
デファイアンス山から眺めたタイコンデロガ砦

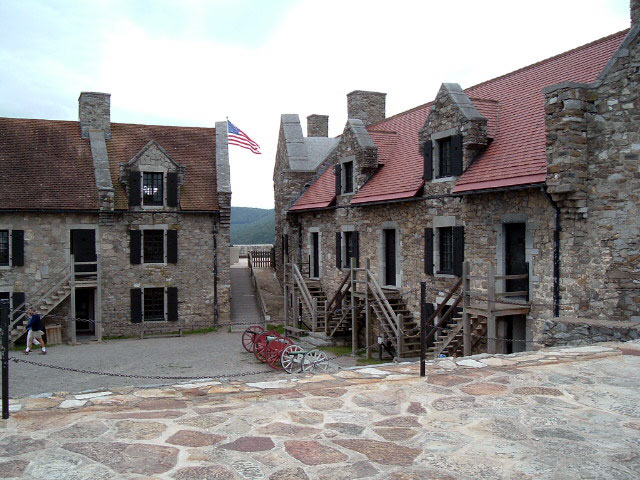
再建されたタイコンデロガ砦の概観、現在はアメリカの戦争記念歴史博物館となっている。

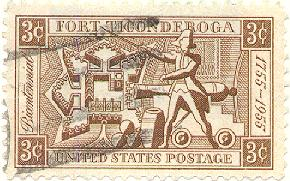
タイコンデロガ砦の建設200周年を記念して1955年に発行されたアメリカ合衆国の切手。イーサン・アレンとタイコンデロガ砦

1755年、ジョージ湖の戦いに続いてフランス領カナダの総督ボードレール侯爵がミシェル・シャルティエ・ド・ロトビニエールをこの軍事的重要地点に派遣して砦を設計し構築させ、砦をカリヨン砦と名付けた。「カリヨン」という名前は17世紀遅くにこの地位交易基地を設立した元フランス軍士官フィリップ・ド・カリヨン・デュ・フレスノイの名前に因むものとされる説がある。またラシュート川の音がカリヨンの鐘の音に似ていると言われたことから付けられたというの一般的な伝説である（カリヨンは教会の塔などに設置された演奏可能なベルの組み合わせを指す）。ロトビニエールはフランスの有名な軍事技師ヴォーバンの設計に基づいた星型稜堡の建設は1755年10月に始まり、近くのサンフレデリック砦に駐屯する兵士とカナダから派遣した兵士を使って、1756年と1757年の暖かい月を利用して緩りと進行した。
1755年の工事は主に主要壁と、ラシュート川を付加的にカバーする場所の西の外塁であるロトビニエール方形堡の工事を始めたことだった。翌年は主要稜堡のうちの4つとラシュート川沿いの製材所を建設した。1757年に兵士の多くがウィリアム・ヘンリー砦に対する攻撃に備え、参加したために、工事は緩りとなった。兵舎と半月堡が出来たのは1758年春になってからだった。

### 壁と稜堡
フランスはこの砦をシャンプレーン湖の南端を支配するためと、イギリスが湖に軍隊を派遣するのを防ぐために建設した。その結果、その最も重要な防御物であるレインとジャーメインの稜堡は北東と北西の湖から離れた方向を向き、2つの半月堡は工作物から伸びて陸地側になった。ジョアンズとランブドックの稜堡は南の湖を見下ろし、砦の外の陸地をカバーするようにされた。壁は高さ7フィート (2.1 meters)、厚さ14フィート (4.3 meters) あり、工作物全体が斜面と深さ5フィート (1.5 meters)、幅15フィート (4.5 m) の水抜き濠に囲まれていた。1756年に壁が初めて建てられたとき、木の角材で造られ、隙間に土が埋められた。フランスはその後、1マイル (1.6 km) 離れた石切り場から運んだ石材で壁を覆ったが、この工事が完成することはなかった。主防御物が使用に耐えるようになったとき、モントリオールとサンフレデリック砦から運んだ大砲で武装された。

### 内装と外装
砦には3棟の兵舎と4棟の倉庫があった。稜堡の1つには1日に60斤を製造できるパン工場があった。弾薬庫はジョアンズ稜堡の下の岩盤から彫りぬかれた。砦の内の構造物は全て石造だった。
木製の柵が南の壁と湖岸との間の砦の外部を守っていた。この地域には砦のための主要船着場があり、その他に貯蔵施設や砦の保守に必要な工作物があった。砦の位置が湖の西に離れすぎていたことが明らかになったとき、フランスは湖の細い部分をカバーするための大砲を置けるよう東に追加方形堡を建設した。

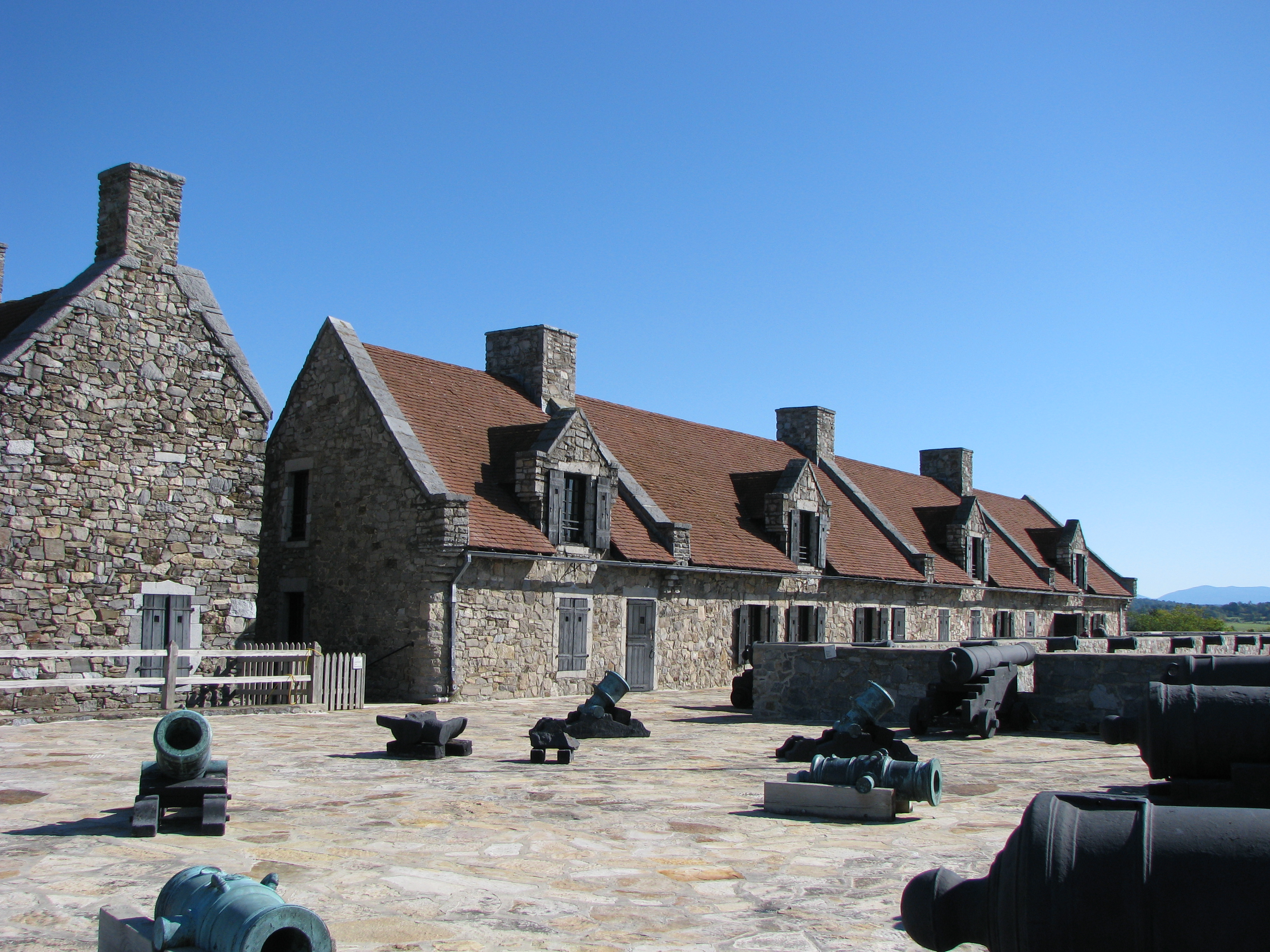
右手は士官宿舎、左が兵卒宿舎
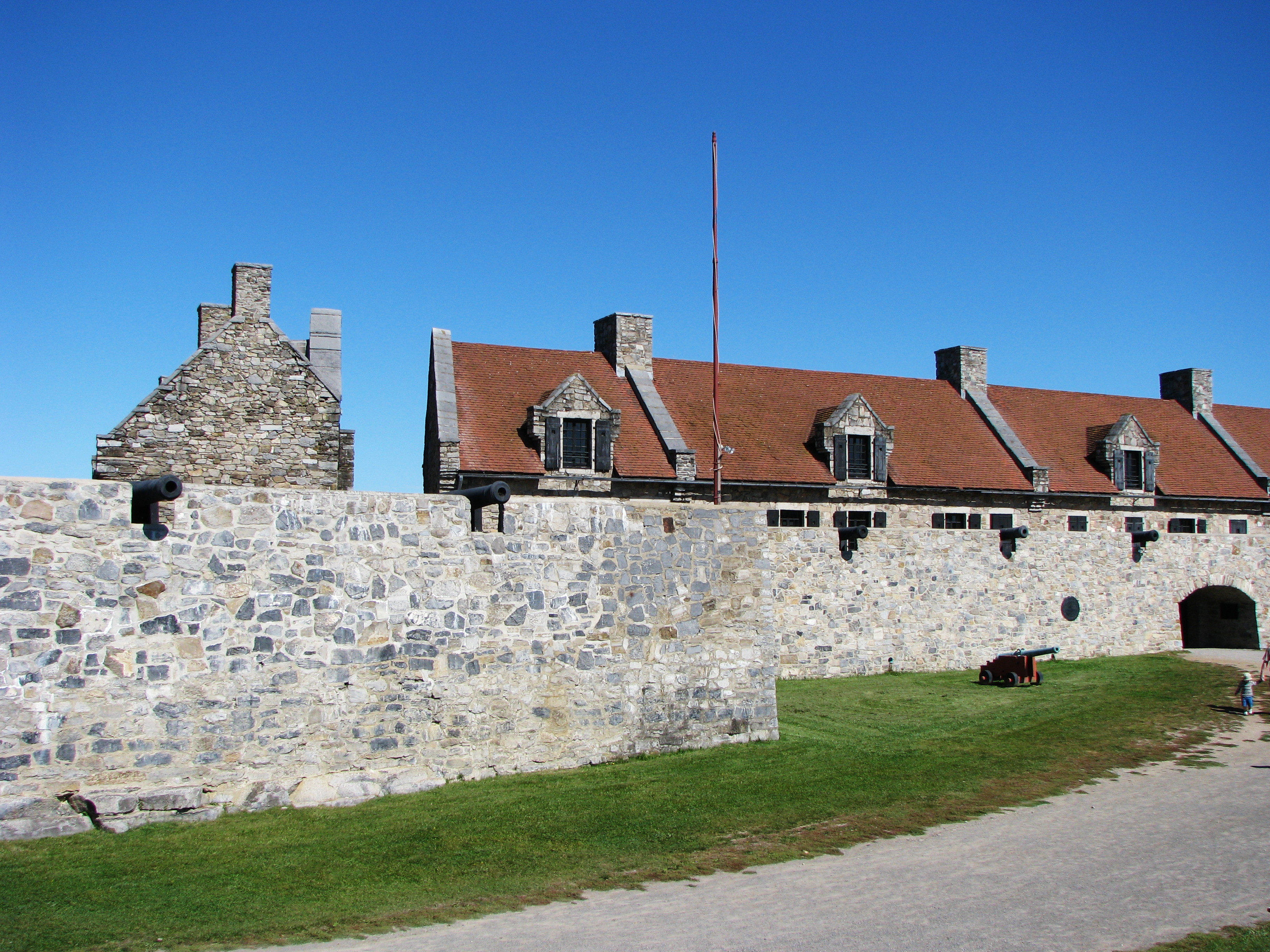
第一の壁の内側
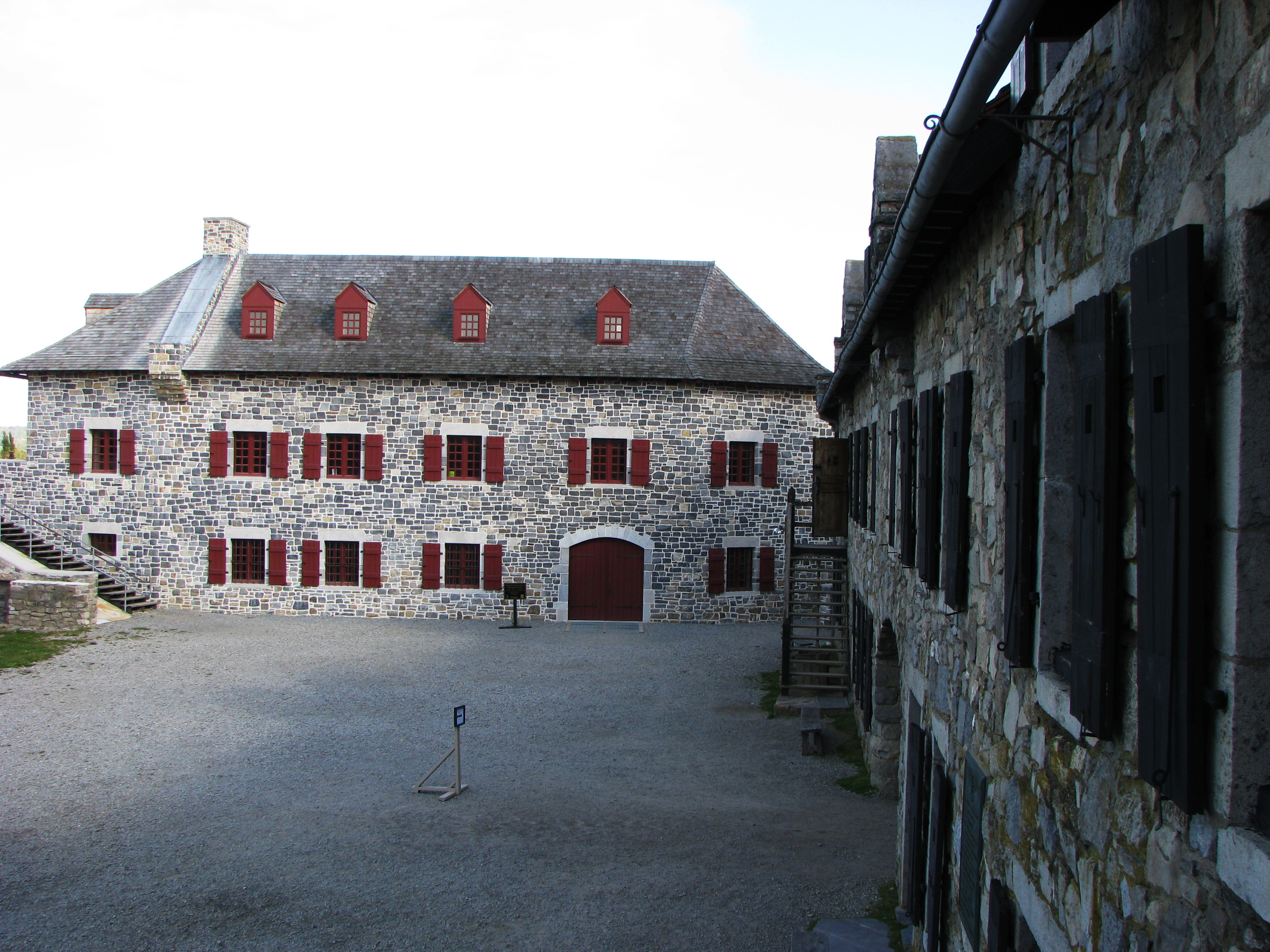
倉庫と火薬庫
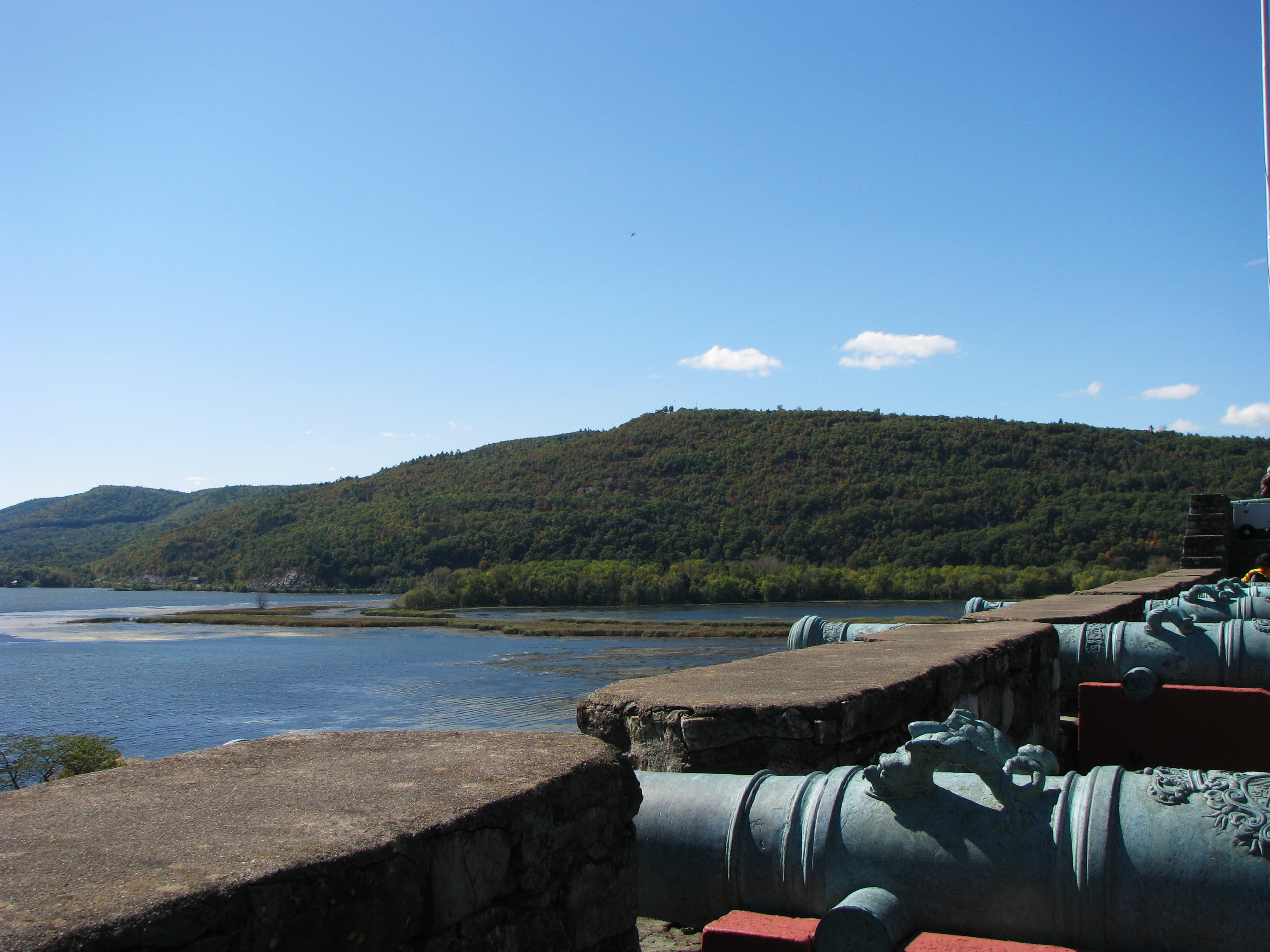
砦からデファイアンス山を望む

## 砦に関する解析
1758年までに砦は大部分が完成した。その後に残った工事は壁を石で覆うことだった。フランスのルイ＝ジョセフ・ド・モンカルム将軍とその工兵技師のうちの2人が1758年に砦を視察して、砦の建設のほとんどあらゆる面で批判すべきところを見出した。建物はあまりに高くて攻撃側の大砲の標的にされやすかった。火薬庫には漏れがあった。また石細工は質が悪かった。この評価では砦の戦略的に重要な弱さについて明らかに指摘できていなかった。すなわち砦を見下ろす丘が近くに幾つかあったことだった。ロトビニエールはボードレール総督との関係があっただけで砦建設の仕事を得ていた可能性があり、1756年には2人の測量技師の一人であるニコラス・サレボース・ド・ポントレロイのためにカナダの主任技師になる争いに敗れていた。これら全ては高度に否定的な報告書を説明することになる。ロトビニエールの経歴はその後長いあいだ傷ついたままだった。
歴史家のウィリアム・ネスターはカリヨン砦に関するその大変な解析の中で、砦の構造に関する別の問題を指摘している。この砦はヴォーバン様式の砦としては幅500フィート (150 m) と小さく、兵舎はわずか400名の兵士を収容できるだけだった。砦内の貯蔵スペースは同様に限られており、食糧貯蔵のためには砦外の露出した場所を必要としていた。その貯水槽は小さく、水質は悪かったと考えられている。

## 軍事史

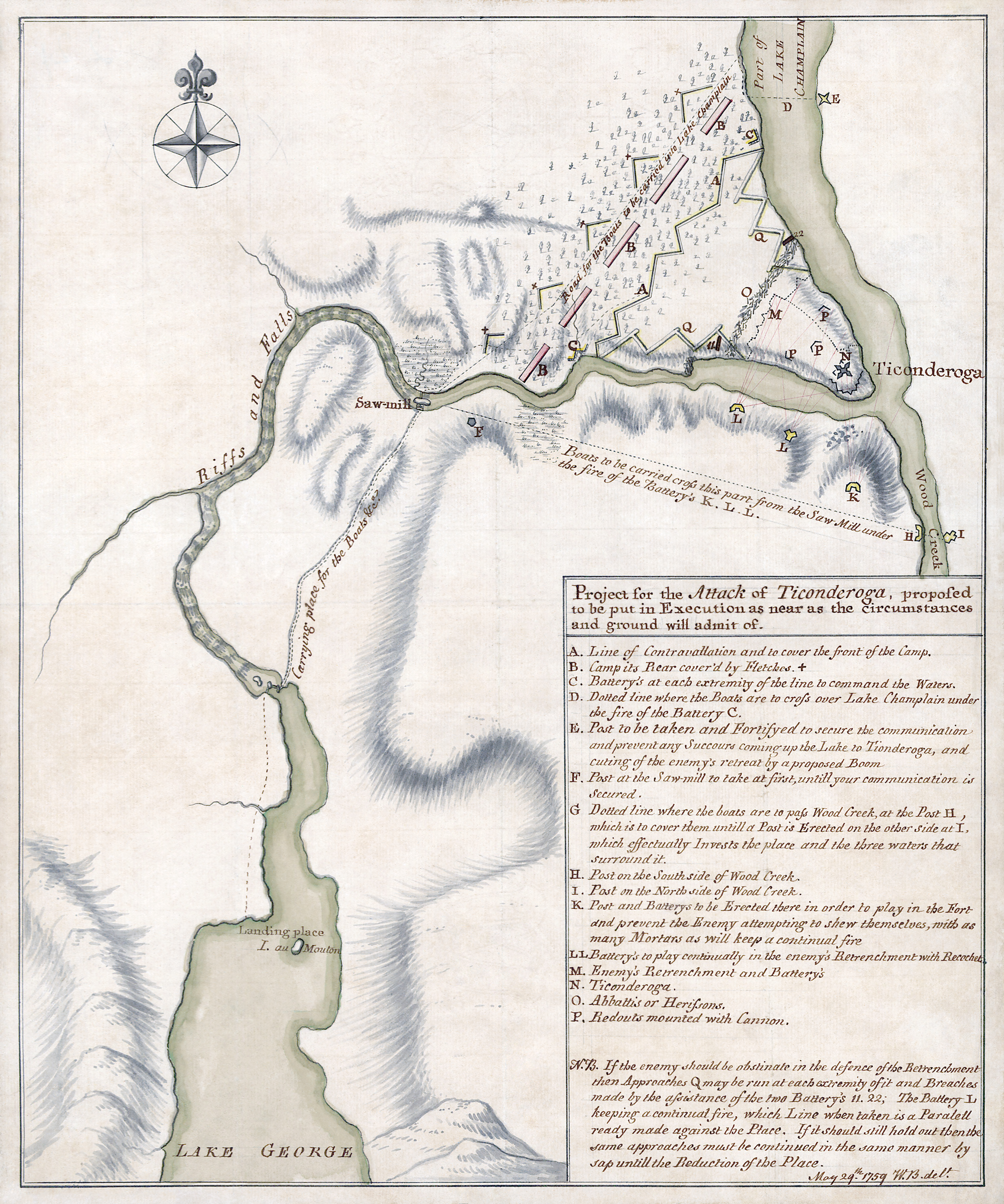
1759年5月29日にイギリス軍が攻撃の作戦を立てた地図の再生版

### フレンチ・インディアン戦争中のタイコンデロガ砦
フレンチ・インディアン戦争の1757年、フランス軍はほぼ完成したカリヨン砦から、ジョージ湖の南にあったイギリス軍のウィリアム･ヘンリー砦に攻撃をしかけ成功した。このことや1757年中の一連のフランス軍による勝利もあって、イギリスはフランス領カナダに対する多方面攻撃戦略の一部としてこの砦への大規模攻撃を掛けることを急いだ。
1758年6月、ジェームズ・アバークロンビー将軍がシャンプレーン渓谷を上る軍事作戦の準備のためにウィリアム･ヘンリー砦に大部隊を集め始めた。7月6日、これらの部隊が砦からわずか4マイル (6 km) のジョージ湖の北端に上陸した。6月下旬に砦に到着したばかりだったモンカルム将軍は、その兵士達に慌しく砦の外部防御物の改良に取り掛からせた。兵士達は2日間で砦と約4分の3マイル (1.2 km) 北西のホープ山との間の丘陵周りに塹壕を拵えた。続いてこれら塹壕の下に逆茂木（倒木の先を尖らせて上向きに据えたもの）を構築した。アバークロンビーが7月7日に砦に真っ直ぐ前進しなかったことで、これらの工作が可能になった。アバークロンビーの副指揮官であるジョージ・ハウ准将の部隊がフランス軍偵察隊に遭遇したときに、ハウ将軍が戦死した。アバークロンビーは「ハウの戦死を大変重く受け止め」、多くの者は即座に行動するのを躊躇した可能性がある。
1758年7月8日、アバークロンビーは急ごしらえの砦に正面攻撃を命じた。アバークロンビーはフランス軍の防衛兵が少ないことに乗じ急速に攻め落とそうとした。このために野砲の力も借りず、16,000名という数的優位にある兵士の力に頼っていた。このカリヨンの戦いで、アバークロンビー軍はわずか4,000名のフランス守備隊に完璧に撃退された。戦闘は砦からかなり離れた所で起こり、大砲がほとんど使われなかった。この戦闘で砦は難攻不落の評価が立った。このことは特に後のアメリカ独立戦争で、この地域の軍事作戦に影響を残した。フランス軍の勝利に続いてモンカルムはイギリス軍による再攻撃を予測し、さらに防御を固めることを命じた。これには砦の北東にジャーメインとポントルロイの方形堡（その建設を指示した技師の名前に因む）の建設も含まれた。しかし、1758年の間はイギリスの再攻撃は無く、フランス軍は11月に冬に備えて小部隊のみを守備に残して引き上げた。
翌1759年、イギリス軍のジェフリー・アマースト将軍が砦を占領した。このとき11,000名のイギリス軍は、大砲を据えてわずか400名のフランス守備隊を追い出した。フランス兵は撤退する時に爆薬を使ってできる限り砦を破壊し、運んで行けない大砲に釘を打ち込んだり下に落としたりした。イギリス軍は1759年と1760年に砦を修復し改良しようとしたが、この戦争中にそれ以上砦が使われることは無かった。戦後、イギリス軍は少数の守備隊を砦に置き、荒廃するに任せた。1773年の砦の指揮官フレデリック・ハモンド大佐は、砦が「壊滅的な状態」だと記していた。

### アメリカ独立戦争中のタイコンデロガ砦

#### タイコンデロガ砦の奪取
1775年、荒廃していたタイコンデロガ砦にはまだ一握りの部隊が駐屯していた。5月10日、レキシントン・コンコードの戦いでアメリカ独立戦争が始まってから1ヶ月も経っていないときに、48名のイギリス守備隊は、イーサン・アレンとベネディクト・アーノルドが指揮を執るグリーン・マウンテン・ボーイズの小さな部隊とマサチューセッツ湾植民地とコネチカット植民地の志願民兵隊に急襲された。アレンは、イギリス守備隊指揮官ウィリアム・デラプレイスに「出て来い、古ネズミ！」と言ったとされている。その後、「偉大なるエホバと大陸会議の名において」砦の降伏を指揮官に要求したとも言われているが、その降伏要求は実際には副官のジョスリン・フェルサムに対してであって、指揮官にではなかった。指揮官は後ろから現れて降伏の記しの剣を差し出した。この砦を捕獲したことで、大陸軍は大砲やその他の武器を大量に獲得し、その大半を1775年から1776年の冬に掛けてヘンリー・ノックスがボストンまで運んだ。その大砲がボストンを見下ろすドーチェスター高地に運び上げられたときにボストン包囲戦が終わった。アーノルドは砦の支配のために留まっていたが、6月にベンジャミン・ヒンマンが1,000名のコネチカット兵を率いてきた。アーノルドは一連の政治的操作と誤解のために、ヒンマンが指揮を執ることを知らされていなかった。アーノルドを指揮官に任官していたマサチューセッツの代議員団が事態を明確にするために砦に到着した後に、アーノルドは辞任して砦を離れ、後はヒンマンが継いだ。

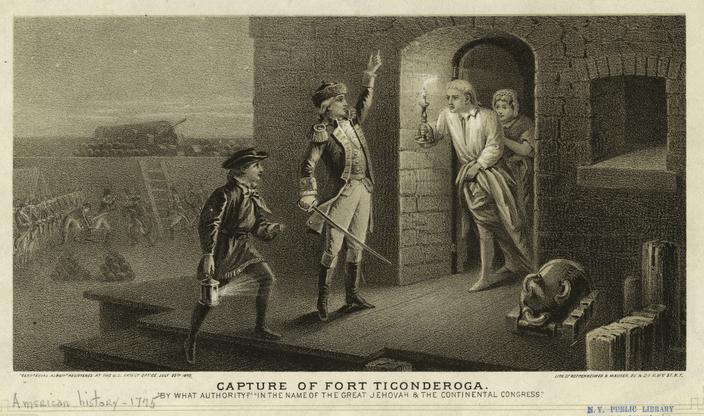
砦の降伏を要求するイーサン・アレン

1775年7月からは、タイコンデロガ砦は9月に開始されたカナダ侵攻作戦の出発点として使われた。フィリップ・スカイラーとリチャード・モントゴメリー各将軍の指導で、7月から8月に掛けて侵略のための兵士と物資が集められた。8月28日、ニューヨーク植民地とケベック植民地の境界からさほど遠くない場所にあるサンジャン砦のイギリス軍がシャンプレーン湖に浮かべる船を完成しつつあるという情報が入り、モントゴメリー将軍は1,200名の部隊を率いて湖を下った。ケベックでの戦闘と包囲戦でモントゴメリーが戦死するまで、タイコンデロガ砦はケベックに対する作戦の準備基地としての機能を続けた。
1776年5月にイギリスの援軍がケベック市に到着し始め、大陸軍の包囲を破った。イギリス軍はガイ・カールトン将軍の指揮で、カナダから反攻し、6月には大陸軍をタイコンデロガ砦まで追い込み、数ヶ月間軍船を建造した後の10月にシャンプレーン湖を上ってきた。10月半ばにはバルカー島の戦いで大陸軍の砲艦の小さな戦隊を破壊したが、雪が既に降り始めていたので、イギリス軍は冬季宿営のためにケベックまで後退した。アンソニー・ウェイン大佐の指揮する大陸軍約1,700名がタイコンデロガで冬を過ごした。翌1777年、ジョン・バーゴイン将軍指揮下のイギリス軍がサラトガ方面作戦で侵攻を再開した。

#### サラトガ方面作戦でのタイコンデロガ砦
1776年夏、スカイラー将軍、後にはホレイショ・ゲイツ将軍の指導で砦のある地域には少なからぬ防御工作が施された。ほとんど完全に湖に囲まれているインデペンデンス山は湖水近くに塹壕が彫られ、側面の上の方に馬蹄型砲台を置き、頂上にはシタデルが造られ、頂上を囲む大砲で武装された方形堡が造られた。これらの防御工作物はタイコンデロガと舟橋で接続され、これを両岸の砲台で守るようにした。モンカルムが勝利した場所よりも高い位置にあるホープ山の防御工作は星型要塞を中に含むように改善された。デファイアンス山そのものは防御が無いままだった。

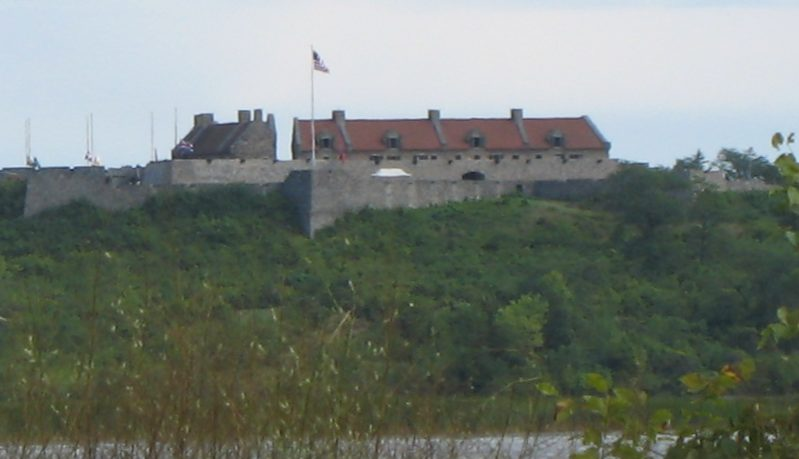
シャンプレーン湖から見たタイコンデロガ砦

1777年3月、大陸軍の将軍達はイギリス軍の作戦について戦略を練り、ハドソン川回廊に来る可能性が強いと考えていた。タイコンデロガ砦に駐屯する部隊の長であるスカイラー将軍は、北からのイギリス軍の侵略に備えて、タイコンデロガを守るために10,000名、モホーク川を守るために2,000名を要求した。タイコンデロガに行ったことがなかったジョージ・ワシントン将軍（実際に訪れたのは1783年になってからだった）は、タイコンデロガ砦が難攻不落と言われていたために北からの陸路攻撃はありそうにないと考えた。このことと、ニューヨーク市を占領しているイギリス軍によるハドソン川上流への襲撃が続いていたこともあって、ワシントンはオールバニへの攻撃が有るとすれば南からであり、オールバニがタイコンデロガ砦への補給線上にあったために、砦からの撤退が必要になると考えた。その結果、タイコンデロガ砦をそれ以上防御を固めさせる行動や守備隊を増やすという決断は行われなかった。アーサー・セントクレア将軍が指揮する砦の守備隊約2,000名はあまりに少なくて全てを守るというわけにはいかなかった。
北部の防衛を担当していたゲイツ将軍はデファイアンス山が砦の脅威になることに気付いていた。ジョン・トランブルは砦から発射された砲弾がデファイアンス山頂上に達するのを見た1776年にはこのことを既に指摘しており、この丘を視察した幾人かの士官達は砲架をその側面に引っ張り上げられる道があることを指摘した。守備隊は少なすぎて、地域のあらゆる工作物を適切に守ることができなかったので、デファイアンス山は防御の無いままにしておかれた。アンソニー・ウェインは1777年4月にワシントン軍に加わるために砦を離れた。ウェインはワシントンに「すべてはうまく行って」おり、砦は「さしたる流血もなしに占領されることはない」と報告した
バーゴイン将軍は7,800名のイギリス兵とドイツ人傭兵を率いて1777年6月にケベックから南に向かった。6月30日にタイコンデロガ砦に近いクラウンポイント砦を抵抗も無く占領した後、タイコンデロガの包囲戦の準備を始めた。バーゴインは高地の戦術的有利さを理解しており、兵士達に大砲をデファイアンス山頂上に上げさせた。セントクレアは高台からの砲撃に直面し、（砲撃が実際に行われる前の）7月5日に砦の放棄を命令した。翌日バーゴイン軍が砦に入った。その前衛隊は退却する大陸軍の追撃にあたった。ワシントンはバーゴインの前進と大陸軍のタイコンデロガ砦からの撤退の報せを聞くと、このできごとは「理解できない。私の推論の範囲には無い。」と言った。「難攻不落の要塞」が戦わずして放棄されたという報せは植民地中に「最大の驚きと警鐘」を送った。セントクレアはその行動について大衆の非難を浴び、1778年には軍法会議に掛けられたが、全ての告発に対し無罪となった。

#### 最後の攻撃
イギリス軍はタイコンデロガを占領したことに続いて、砦とその周辺をヘンリー・ワトソン・パウェル准将の指揮で700名のイギリス兵とドイツ人傭兵に守らせた。この部隊の大半はインデペンデンス山に置き、タイコンデロガ砦とデファイアンス山頂上に建設中の小要塞にはそれぞれ100名のみを配置した。ワシントンは「敵を分割し気を散らすために」ベンジャミン・リンカーン将軍をニューハンプシャー特許地に派遣した。リンカーンはイギリス軍がその地域にアメリカ兵捕虜を置いていることを知り、イギリス軍の防御度を試すことにした。9月13日、リンカーンは500名をイギリス軍が放棄したことが分かったスケンスボロに派遣し、タイコンデロガで湖の両岸にいる守備隊に対してそれぞれ500名を送った。ジョン・ブラウン大佐が西側の部隊を指揮し、可能ならば捕虜を解放せよという指示のもとに、砦の防御が弱いと見るならば攻撃せよと命令されていた。

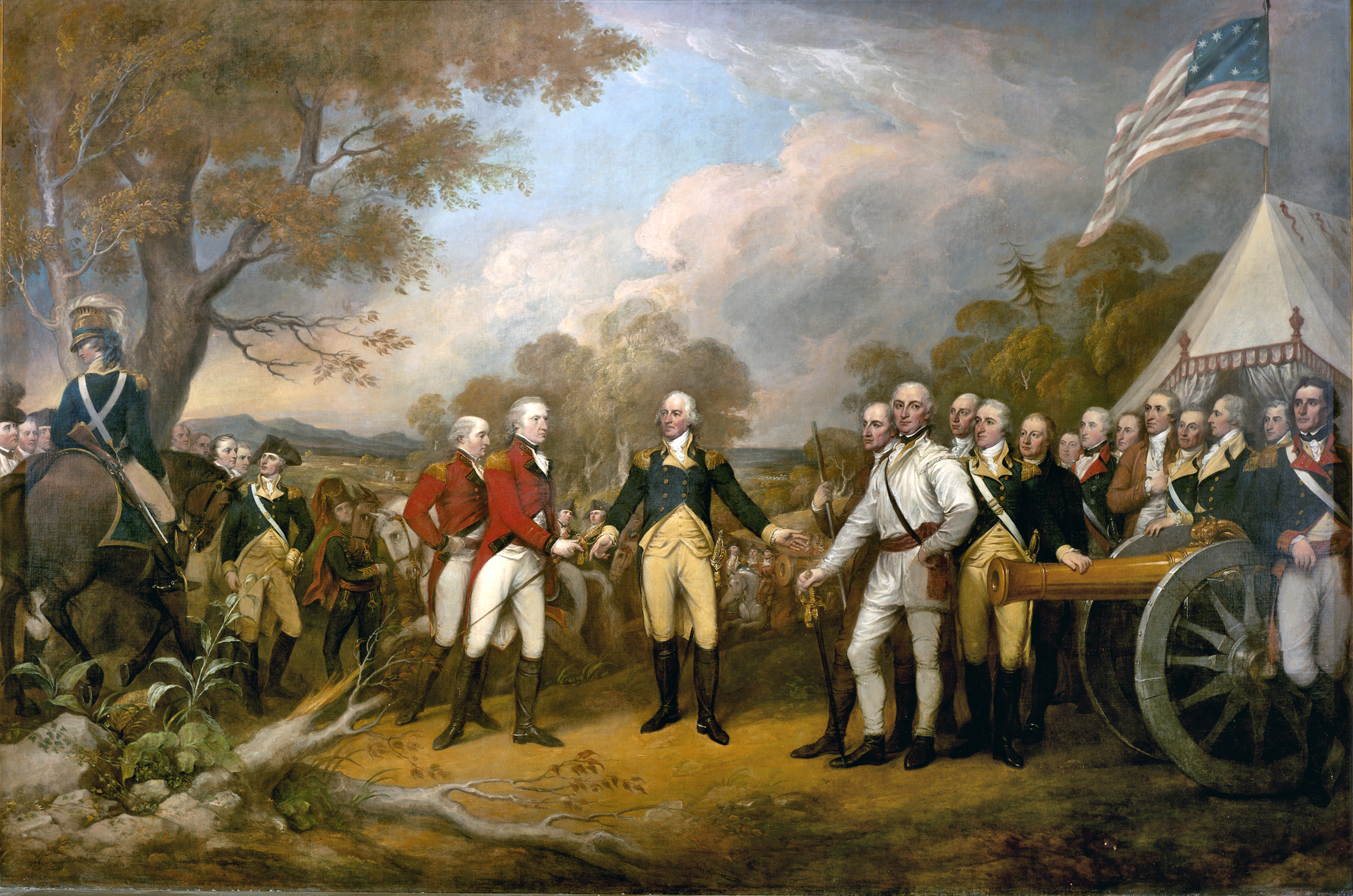
ジョン・トランブル描くサラトガでの『バーゴイン将軍の降伏』

9月18日早朝、ブラウン隊はジョージ湖の上陸点近くで捕虜を拘束していたイギリス分遣隊を急襲し、一方ブラウンの分遣隊はデファイアンス山にこっそり登って眠っていた建設部隊の大半を捕獲した。ブラウンとその部隊は続いて馬車道を砦の方向に下り、途中で多くの部隊を急襲し、捕虜を解放した。ブラウン隊と昔のフランス軍前線に陣取っていたイギリス隊が小競り合いを始めるまで砦の部隊はこの行動に気付かなかった。この時点でブラウン隊は捕獲した6ポンド砲を前線まで引っ張ってきており、砦への砲撃を開始した。デファイアンス山を占領した部隊はそこから12ポンド砲で砲撃を開始した。インデペンデンス山攻撃に向かった部隊は遅れており、そこへの攻撃が始まる前に多くの守備兵が下の砦での戦闘に気付いていた。彼らのマスケット銃が発砲され、さらに近くに停泊していた軍船からブドウ弾が発砲されたことで大陸軍をかなり怯えさせたので、大陸軍がインデペンデンス山の防御陣地に襲撃を掛けることは無かった。手詰まり状態が続き、砲撃戦が9月21日まで続いた。この日にバーゴイン軍を支援するためにモホーク渓谷に行っていたドイツ人傭兵100名が戻り包囲されていた砦の援軍になった。
最終的にブラウンは交渉を開始するために砦に停戦交渉団を送った。この交渉団は銃撃され、5人のうち3人が戦死した。ブラウンは持っていた武器では砦を落とせないと悟り、撤退を決断した。ブラウンはジョージ湖に浮かぶ平底船の多くを破壊し、船を捕獲し、湖のイギリス軍陣地を悩ませることを始めた。この行動で118名のアメリカ人捕虜を釈放し、イギリス兵238名を捕獲し、自隊の損失は10名に満たなかった。

#### 砦の放棄
サラトガでのバーゴインの敗北後、タイコンデロガ砦はその存在価値が無くなっていった。イギリス軍は1777年11月にタイコンデロガ砦とクラウンポイント砦を放棄し、撤退前にできる限りの破壊を行った。翌年この砦は一時的にイギリス軍襲撃隊に再占領されたが、独立戦争中に戦略的に大きな意義を持つことはもはや無かった。1781年にヨークタウンでイギリス軍が降伏した後は、イギリス軍がこの砦も放棄した。地域の住民は砦から使える物資を剥ぎ取り始め、戦後は大砲の幾つかを溶かして金属製品に変えることまでやった。

## 観光

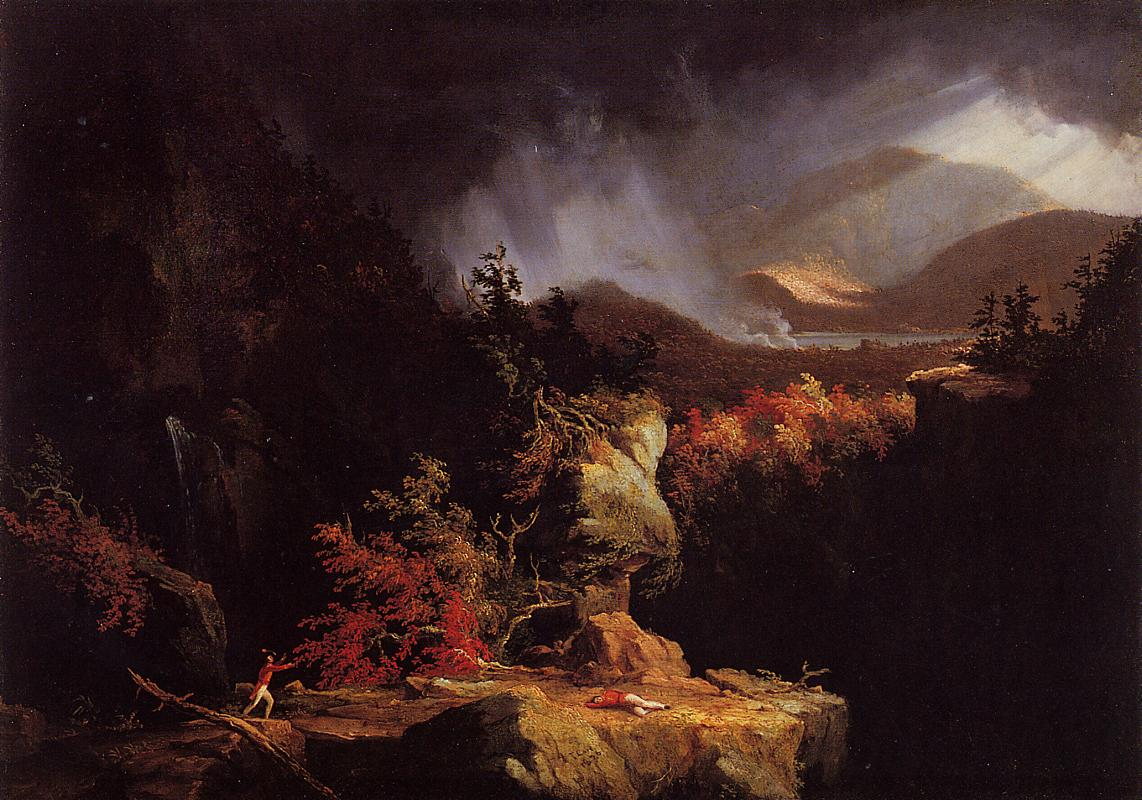
トマス・コール、『ジェリナから見たタイコンデロガ砦の風景』

1785年、砦の土地はニューヨーク州の資産になった。ニューヨーク州は1803年にこの土地をコロンビア大学とユニオン・カレッジに寄付した。さらにこれら大学は1820年にウィリアム・フェリス・ペルに売却した。ペルは最初そこを夏の避暑地として使ったがニューヨーク市とこの地域を繋ぐ鉄道や運河が完成するとこの地域に観光客が訪れるようになり、ペルはザ・パビリオンと呼んでいたその夏の家を観光客向けのホテルに転換した。1848年、ハドソン・リバー派のアーティスト、ラッセル・スミスが『タイコンデロガ砦の廃墟』という絵を描き、砦の状態を描写した。
ペル家はアメリカ史を通じて影響力ある政治的に重要な一族であり（ルイジアナ州初代知事のウィリアム・C・C・クレイボーンからロードアイランド州選出アメリカ合衆国上院議員のクレイボーン・ペルまで）、1909年に砦を改修して一般に公開した。その儀式は、ヨーロッパ人探検家によるシャンプレーン湖発見から300年を記念するものであり、ウィリアム・タフト大統領も出席した。砦の改修を推進したスティーブン・ハイアット・ペルは1931年にタイコンデロガ砦協会を設立し、この協会が現在も砦を管理している。1900年から1950年、デファイアンス山、インデペンデンス山およびホープ山の大半を含み砦周辺の歴史的に重要な土地がこの協会に購入された。砦はイギリス政府から寄贈された24ポンド砲20門で再武装された。これらの大砲はアメリカ独立戦争の間に使われるようイングランドで鋳造されたものだったが、船積みされる前に戦争が終わった。
砦は現在観光地、初期アメリカの軍事博物館および研究センターになっている。1775年に砦の奪取が行われた記念日である5月10日頃に毎年開館し、10月下旬に閉館する。壁の幾らかや19世紀にウィリアム・フェリス・ペルが建てたパビリオンの状態が悪いので、1998年以降国定歴史建造物のウォッチリストに入っている。2009年時点でパビリオンは改修中である。2008年、1759年にフランス軍が破壊した火薬庫が、1755年当初の設計図に一部基づいて再現された。この年にはまた主要な財政的後ろ盾の支援が無くなり、博物館は重大な財政赤字に陥って、その主要な美術品であるトマス・コールの『ジェリナ、タイコンデロガ近くの光景』を売りに出すことも検討した。しかし、寄付金募集が成功してこれを不要にした。

## 記念
タイコンデロガという名前はアメリカ海軍の巡洋艦から航空母艦まで歴代5隻の艦船に与えられてきた。1960年にはアメリカ合衆国国定歴史建造物に指定された。指定されたのは砦そのものとデファイアンス山、およびインデペンデンス山だった。1966年にはアメリカ合衆国国家歴史登録財にも加えられた。ディクソン・タイコンデロガ会社が製造するタイコンデロガ鉛筆はこの砦に因むものである。

## ギャラリー

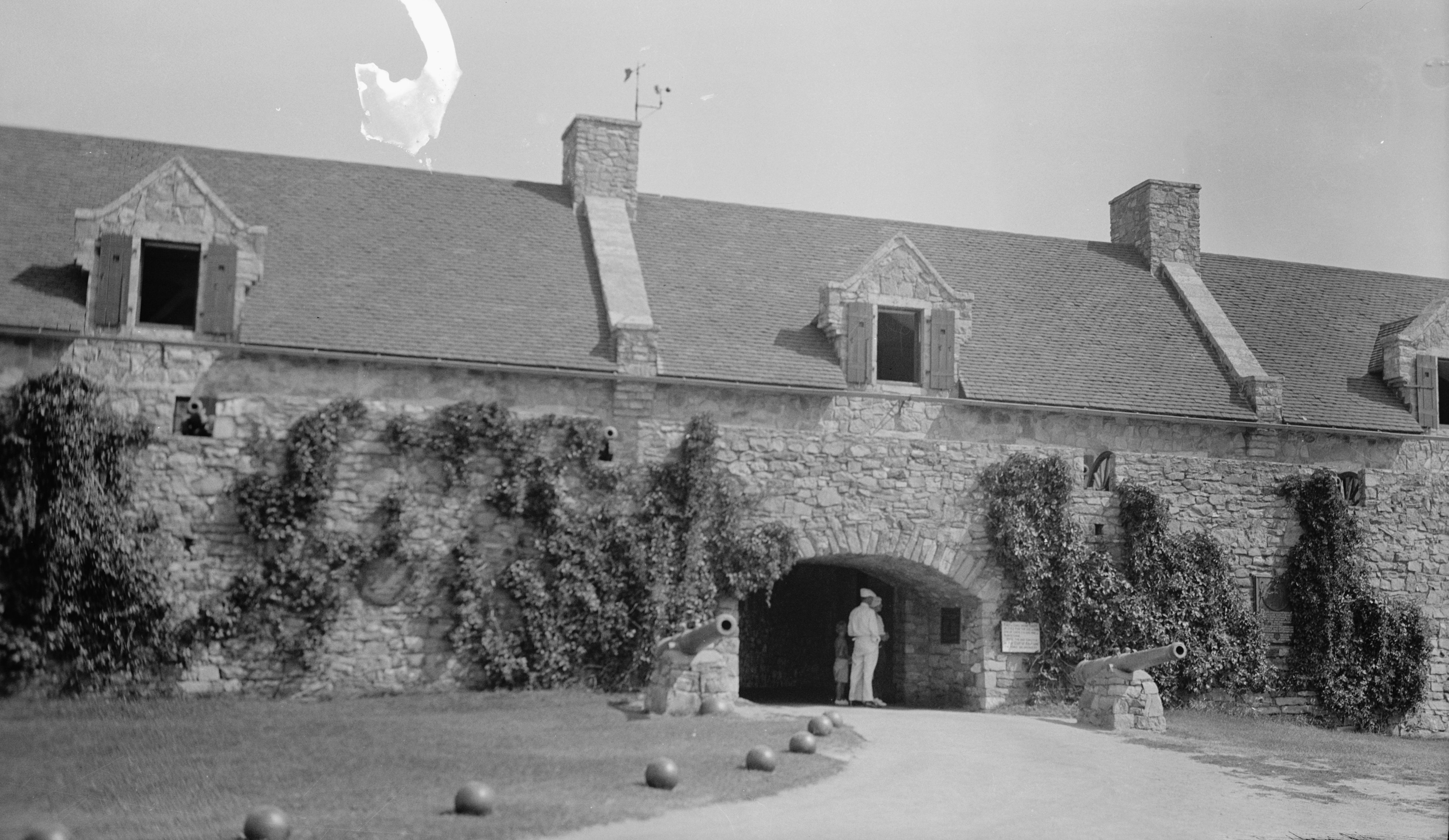
砦の外観
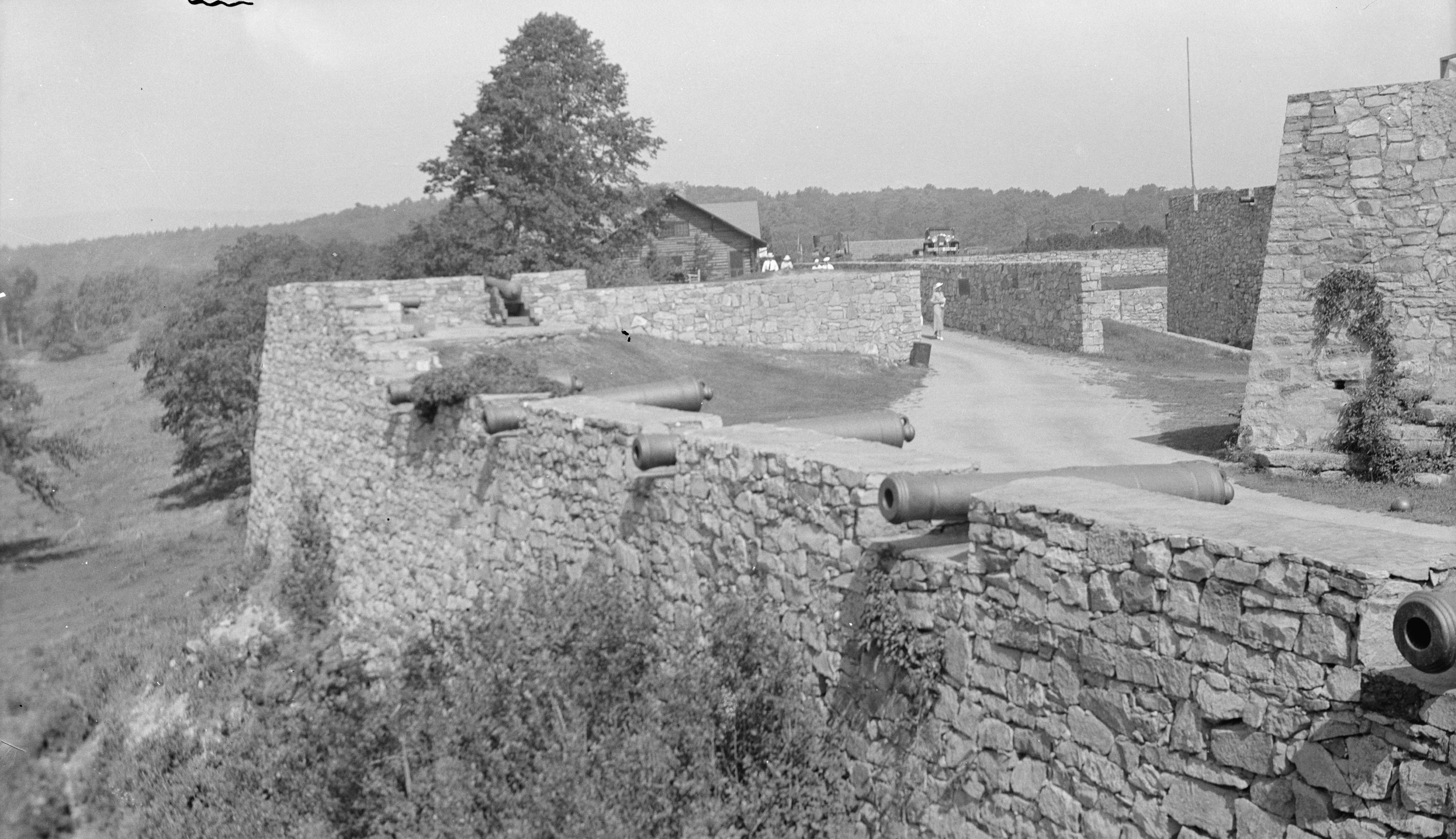
稜堡の大砲
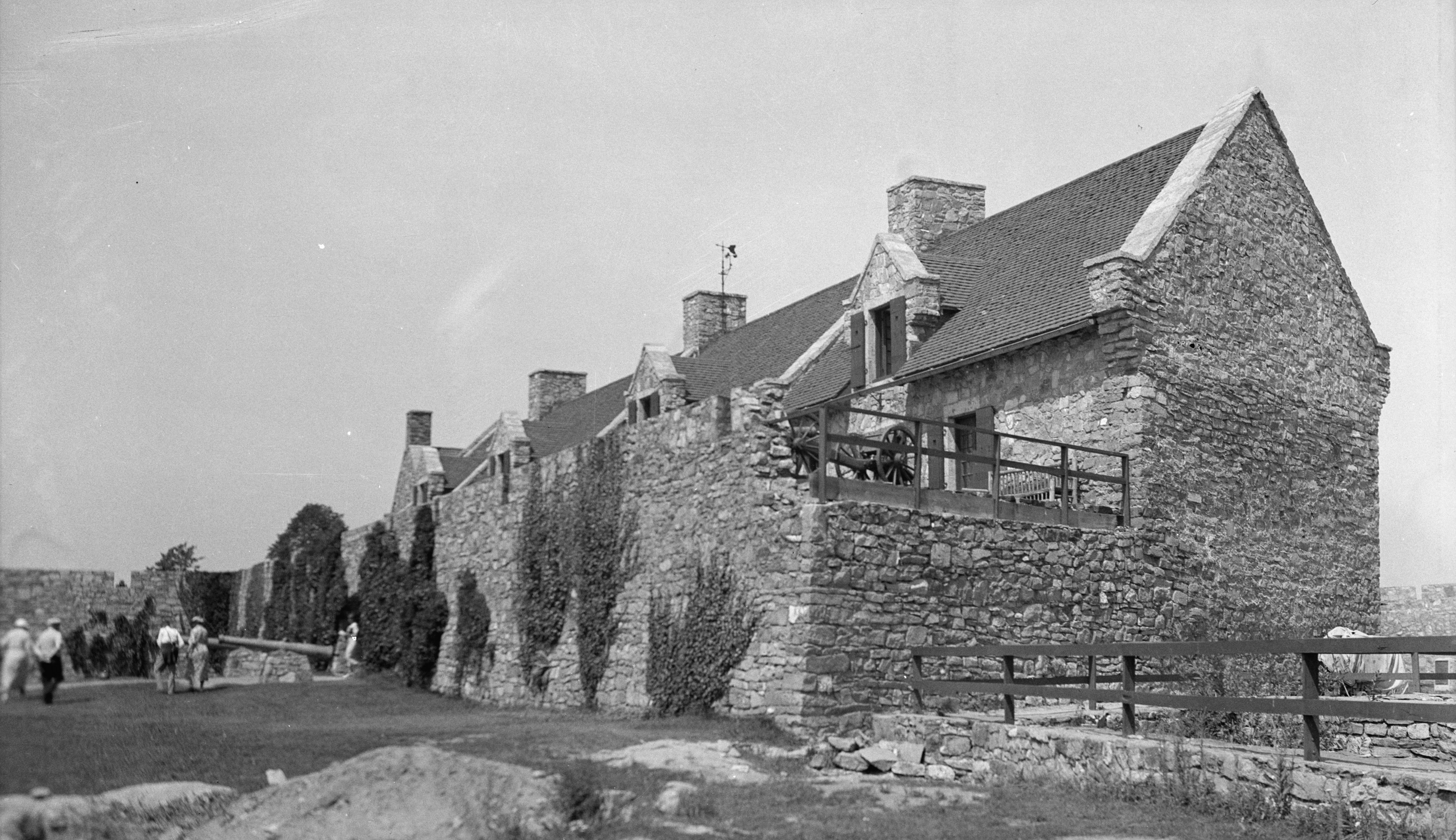
武器庫
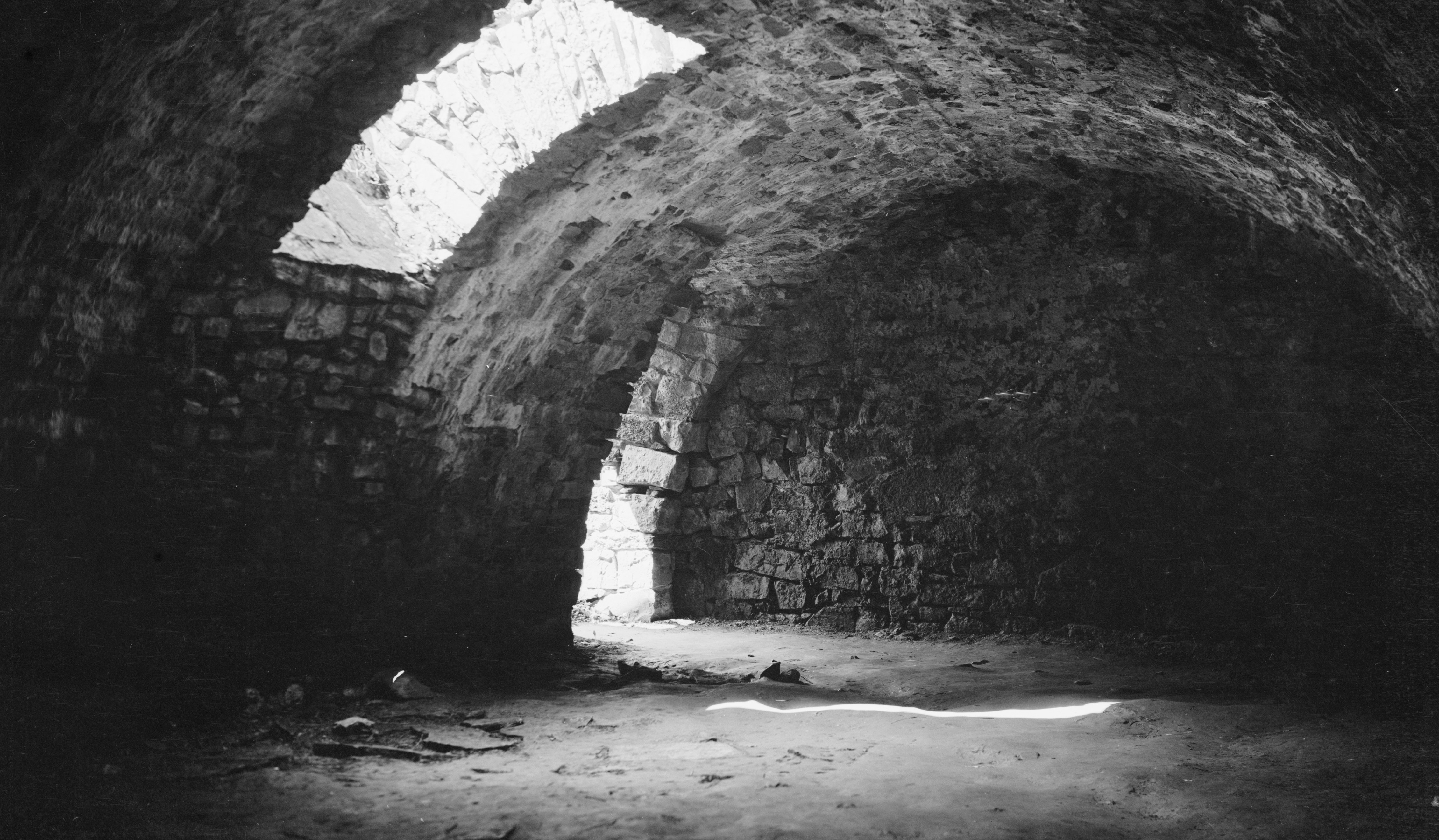
調理場のアーチ
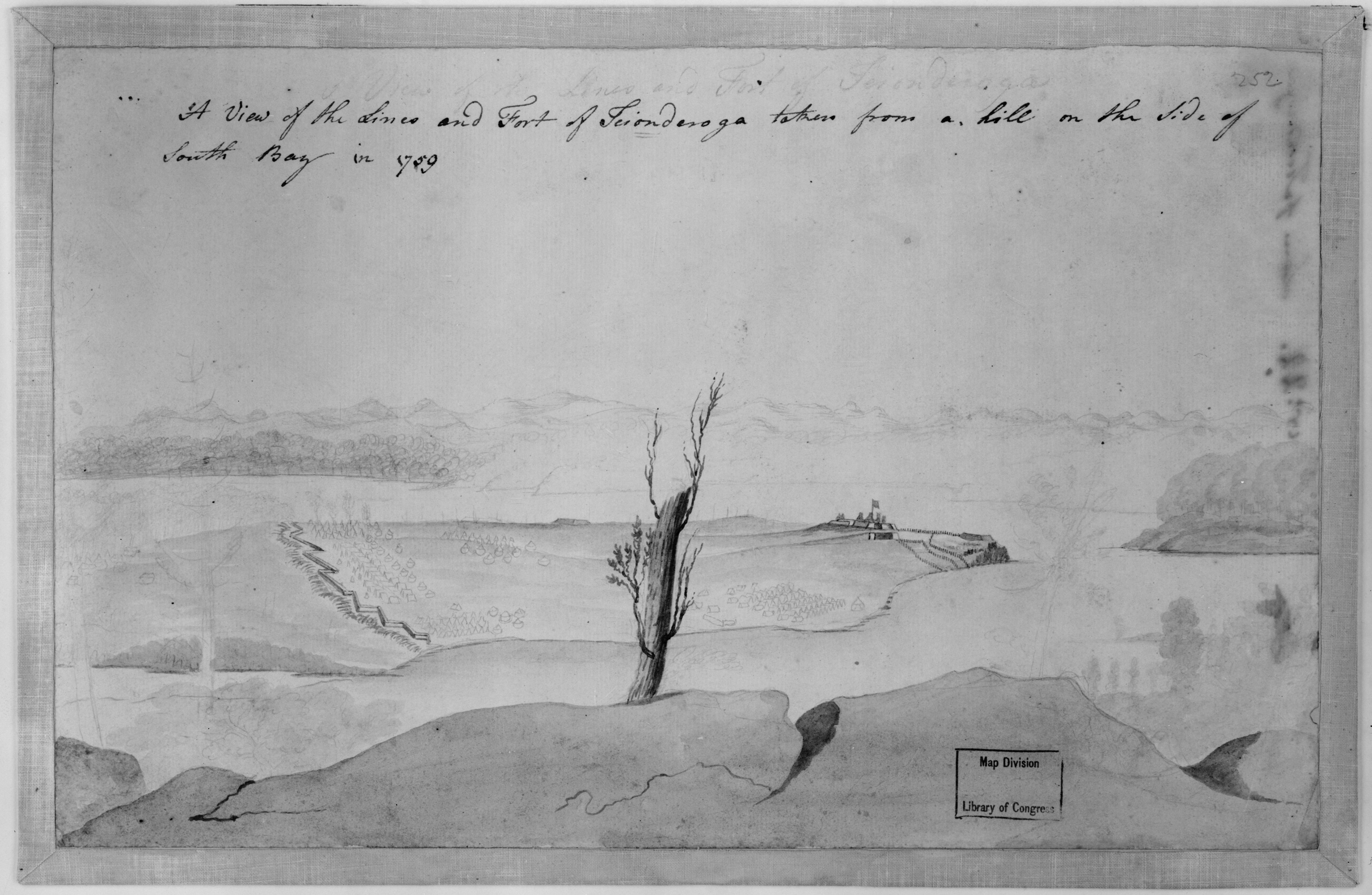
1759年のタイコンデロガ砦
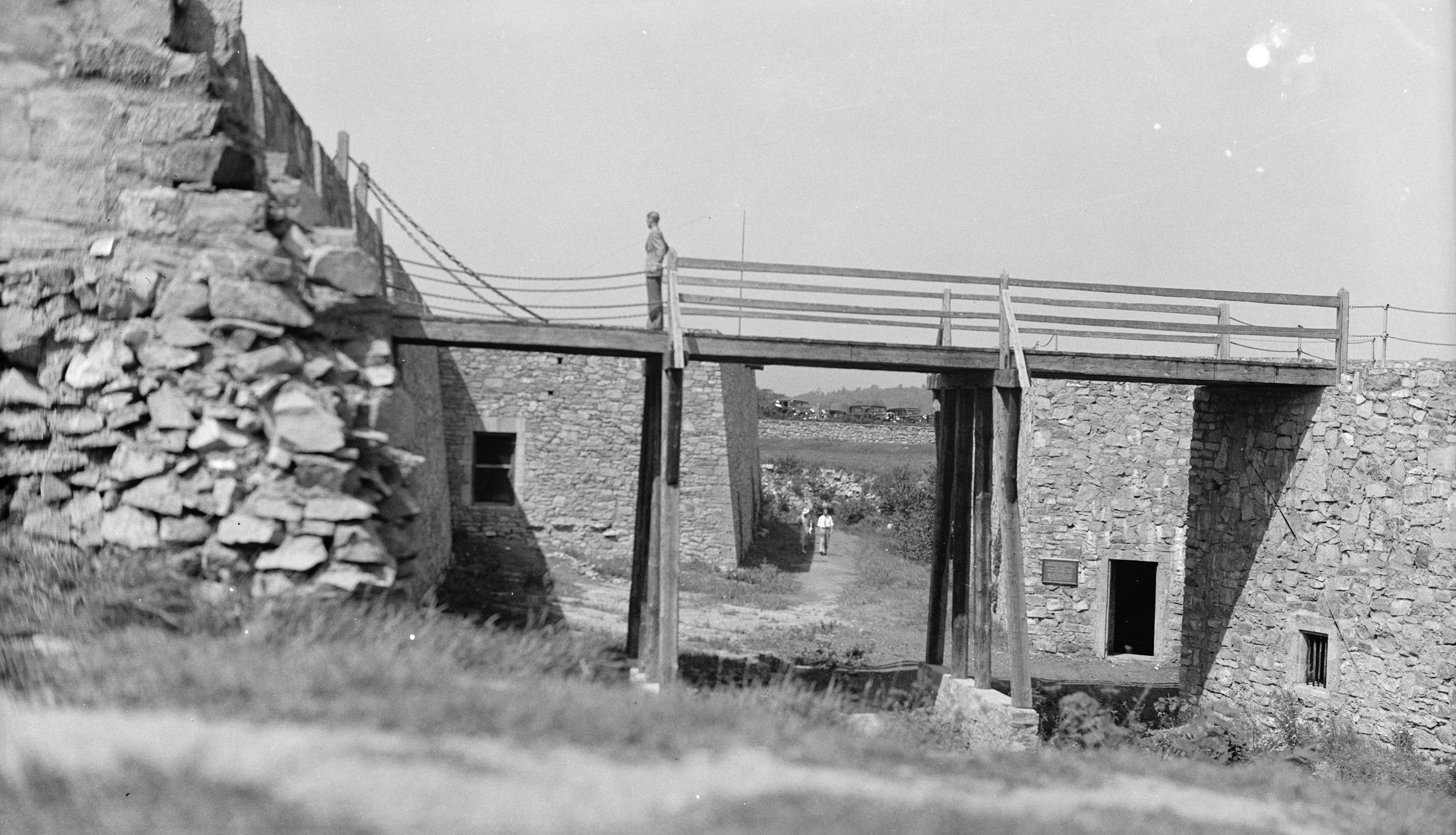
跳ね橋
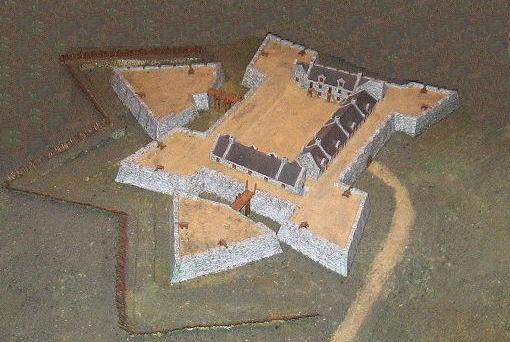
砦の模型

### 砦の歴史資料
- Chartrand, Rene (2008). The Forts of New France in Northeast America 1600–1763. New York: Osprey Publishing. ISBN 9781846032554. OCLC 191891156
- Crego, Carl R. (2004). Fort Ticonderoga. Charleston, South Carolina: Arcadia Publishing. ISBN 9780738535029. OCLC 56032864
- Kaufmann, J. E.; Idzikowski, Tomasz (2004). Fortress America: The Forts that Defended America, 1600 to the Present. Cambridge, Massachusetts: Da Capo Press. ISBN 9780306812941. OCLC 56912995
- Hamilton, Edward (1964). Fort Ticonderoga, Key to a Continent. Boston: Little, Brown. OCLC 965281
- Lonergan, Carroll Vincent (1959). Ticonderoga, Historic Portage. Ticonderoga, New York: Fort Mount Hope Society Press. OCLC 2000876
- Pell, Stephen (1966). Fort Ticonderoga: A Short History. Ticonderoga, New York: Fort Ticonderoga Museum. OCLC 848305

### 戦闘史史料
- Anderson, Fred (2005). The War that made America. New York: Viking. ISBN 9780670034543. OCLC 60671897
- Anderson, Fred (2000). Crucible of War: The Seven Years' War and the Fate of Empire in British North America, 1754–1766. New York: Vintage Books. ISBN 9780375706363. OCLC 253943947
- Atherton, William Henry (1914). Montreal, 1535–1914, Under British Rule, Volume 1. Montreal: S. J. Clarke. OCLC 6683395
- Furneaux, Rupert (1971). The Battle of Saratoga. New York: Stein and Day. ISBN 9780812813050. OCLC 134959
- Ketchum, Richard M. (1999). Saratoga: Turning Point of America's Revolutionary War. New York: Macmillan. ISBN 9780805061239. OCLC 41397623
- Martin, James Kirby (1997). Benedict Arnold: Revolutionary Hero. New York: New York University Press. ISBN 9780814755600. OCLC 36343341
- Nester, William (2008). The Epic Battles of the Ticonderoga, 1758. Albany: State University of New York Press. ISBN 978-0-7914-7321-4. OCLC 105469157.  オリジナルの2007年10月6日時点におけるアーカイブ。
- Smith, Justin H (1907). Our Struggle for the Fourteenth Colony: Canada, and the American Revolution, Volume 1. New York: G.P. Putnam's Sons. OCLC 259236
- Smith, Justin H (1907). Our Struggle for the Fourteenth Colony: Canada, and the American Revolution, Volume 2. New York: G.P. Putnam's Sons. OCLC 259236
- Stoetzel, Donald I (2008). Encyclopedia of the French and Indian War in North America, 1754–1763. Westminster, Maryland: Heritage Books. ISBN 9780788445170. OCLC 243602289

### その他の資料
- Afable, Patricia O.; Beeler, Madison S. (1996). “Place Names”. In Goddard, Ives, ed. Languages. Handbook of North American Indians, Volume 17. Washington, DC: Smithsonian Institution. ISBN 9780160487743. OCLC 43957746
- American Scenic and Historic Preservation Society (1913). Annual Report, 1913. Albany, New York: J.B. Lyon. OCLC 1480703
- Ashton, Charles H; Hunter, Richard W (August, 1983). “National Register of Historic Places Inventory—Nomination: Fort Ticonderoga / Mount Independence National Historic Landmark” (PDF).   National Park Service. 2009年1月10日閲覧。 and Accompanying 40 photos, from 1983, 1967, and 1980. (PDF, 13.5 MB)
- Bauer, Karl Jack; Roberts, Stephen S. (1991). Register of Ships of the U.S. Navy, 1775–1990: Major Combatants. New York: Greenwood Publishing Group. ISBN 9780313262029. OCLC 24010356
- Foster, Margaret (2008年7月3日). “Fort Ticonderoga Rededicates Green Replica of Building Lost in 1759”. Preservation magazine.   National Trust for Historic Preservation. 2009年2月9日閲覧。
- “National Register Information System”. National Register of Historic Places.   National Park Service (2007年1月23日). 2009年8月25日時点のオリジナルよりアーカイブ。2009年3月15日閲覧。
- Nearing, Brian (2008年12月18日). “Fort Ticonderoga art sale scrapped”.   Albany Times Union. 2009年1月10日閲覧。
- Polmar, Norman (2001). The Naval Institute Guide to the Ships and Aircraft of the U.S. Fleet (17 ed.). Annapolis, Maryland: Naval Institute Press. ISBN 9781557506566
- Thorpe, F. J.; Nicolini-Maschino, Sylvette (2000年). “Lotbinière biography”.   Dictionary of Canadian Biography Online. 2009年1月14日閲覧。
- United States Office of Naval Records (1920). German Submarine Activities on the Atlantic Coast of the United States and Canada. Washington, DC: Government Printing Office. OCLC 50058251
- “Dixon Ticonderoga”.   Dixon Ticonderoga Corporation. 2009年4月1日閲覧。
- “Fort Ticonderoga Hours and Rates”.   Fort Ticonderoga Association. 2009年1月10日閲覧。
- “NHL summary webpage for Fort Ticonderoga”.   National Park Service. 2007年11月18日時点のオリジナルよりアーカイブ。2007年9月13日閲覧。